# Orthomnion nudum
Orthomnion nudum là một loài Rêu trong họ Mniaceae. Loài này được E.B. Bartram mô tả khoa học đầu tiên năm 1936.